# トランセンド (日本の企業)
株式会社トランセンドは、うどん店「おにやんま」を運営する会社。本社は東京都品川区に本社を置く。

## 概要
2010年6月に五反田にてオープン。

## 店舗
- 五反田本店
- 東品川店
- 新橋店
- 中目黒店
- 人形町店
- 日暮里店
- 渋谷パルコ店[2]
- 御茶ノ水店
- 豊洲店
- 日本橋店
- 吉祥寺店

## 参照
- 「おにやんま」大下社長にインタビューさせていただいた話。 | うどん手帖
- 讃岐うどんの名店「おにやんま」は新橋・五反田・東品川などでも味わえる | 旅する食卓 - table trip
- 「自分が食べたいものを出すだけ」――「おにやんま」大下義弘社長インタビュー - フードスタジアム フードスタジアム